# Trilogía de Nemo
La trilogía de Nemo, es una serie derivada de cómics escrita por Alan Moore e ilustrado por Kevin O’Neil. Publicada por Top Shelf Productions en Estados Unidos y Knockabout Comics en el Reino Unido; fue publicada en castellano por la editorial Planeta Cómics. Ambientada en el mismo universo de The League of Extraordinary Gentlemen, este nos presenta la vida y aventuras de Janni Dakkar; la heredera del Capitán Nemo.

## Argumento
En el primer capítulo, Janni Dakkar; presentada por primera vez en el primer capítulo del Volumen III: Century, se encuentra en una carrera hacia la Antártida en 1925. En el segundo capítulo; ambientado en 1941, tiene que invadir Berlín para rescatar a su hija Hira y su yerno Armand Robur de las fuerzas nazis de Adenoid Hynkel. En el tercer capítulo; ambientado en 1975, se embarca a la Amazonia en el que puede ser su último viaje.

## Nemo: Corazón de hielo
Diecisiete años antes, la bandolera-científica Janni Nemo viajó a través de los hielos para alcanzar la Antártida y resolver el gravoso legado de su padre en una tempestad de locura y pérdida, de la que tanto ella como el Nautilus escaparon por los pelos.Ahora, en 1941, con su hija estratégicamente casada con un miembro de la familia del influyente militar Jean Robur, los exploradores de Janni solo tienen contacto superficial con el necio dictador germano Adenoid Hynkel. 
Pero cuando la reina pirata se entera de que sus seres queridos permanecen secuestrados en la inquietante Berlín, no tiene otra opción que intervenir directamente, viajando con su envejecido amante Broad Arrow Jack hasta las entrañas de la bestial metrópolis. En esta ciudad alienada, les esperan monstruos, criminales y leyendas, incluyendo un oscuro colega de Mina Murray. Pero más allá de todos estos inquietantes adversarios, habrá algo mucho, mucho peor...

## Nemo: Las rosas de Berlín
Después de que  Hira; la hija de Janni Dakkar y Broad Arrow Jack, y Armand Robur; su esposo, sean capturados por las fuerzas nazis de Adenoid Hynkel , Nemo y Jack van a Berlín en una misión de rescate soló para descubrir que han caído en una trampa. Pronto son perseguidos por los restos de los Héroes Crepusculares, María y el Dr. Caligari. El Doctor Mabuse ayuda a la pareja a evadir la captura y les revela que el complot había sido orquestado por Ayesha, que se ha convertido en aliada de Hynkel para vengarse de los eventos de 'Corazón de hielo'. 
El Dr. Mabuse les dice a Nemo y Jack que Hira fue declarada perdida en el mar y que Armand Robur está actualmente retenido por Hynkel. Nemo y Jack asaltan el cuartel general de la Gestapo y liberan a Armand, pero Jack tiene que sacrificarse para que Nemo y Armand puedan escapar. Nemo mata al Dr. Caligari, lo que hace que sus soldados destruyan a María. Nemo mata a Ayesha en una pelea de espadas. El avión Robur llega y recoge a Armand y Janni. Hira, que se reveló que sobrevivió al derribo de 'El Terror', usa el avión de Robur para arrasar Berlín.

## Nemo: Río de fantasmas
Ambientada en 1975, la octogenaria reina pirata Janni Dakkar centra sus últimas fuerzas en perseguir a los fantasmas de su pasado en un viaje por la Amazonia. Janni no partirá de este mundo sin antes combatir a su némesis, la reina egipcia Ayesha. Entre su tripulación cuenta a Úrsula,el coronel Manfred Mors y su guardaespaldas Hugo Coghlan.